# Ibrahim Inal
Ibrahim Inal (persisch ابراهيم اينال, DMG Ibrāhīm Ïnal; † 1059) war ein seldschukischer Anführer und der Halbbruder (mütterlicherseits) von Toghril-Beg und Tschaghri Beg. Der Name Inal, der im Neutürkischen u. a. in der Form Yenal Verwendung findet, ist ein alter türkischer Herrschertitel, der seit dem frühen 10. Jahrhundert auch in der Form Inal-Tigin belegt ist. 
Ibrahim Inal war der Anführer einer turkmenischen Kriegerbande, die von einigen Historikern Ināliyān genannt wurde. Die Bande agierte unabhängig von Toghrils und Tschaghris Männern. Sie kämpfte in Chorasan gegen die Ghaznawiden und eroberte Merw. Die anderen Seldschuken expandierten weiter nach Western und kämpften gegen die Buyiden und Kakuyiden. Ibrahim Inal eroberte 1041 Yazd und fiel in Dschibal ein, wo er die Städte Hamadan und Borudscherd plünderte. Auch unternahm er Kriegszüge auf byzantinisches Territorium. Dabei plünderte er das Hinterland von Trapezunt und Iberien. Erzurum – eine reiche und wichtige byzantinische Stadt – wurde geplündert und zum größten Teil niedergebrannt. Ein Heer aus Byzantinern, ihren Vasallen und Georgiern setzte Ibrahim Inal zwar nach, doch konnte dieser die Schlacht 1047 für sich entscheiden.
Als die Seldschuken mit Toghril und Tschaghri als Herrschern 1040 ein Sultanat gründeten, bekam Ibrahim Inal eine niedrige Position, mit der er sich nicht abfinden wollte. Bis dahin hatten die Seldschuken stets ihre Entscheidungen und Politik innerhalb der Herrscherfamilie beschlossen. Doch nun entschied der Sultan allein, was den Unmut einiger Adeliger hervor rief. 
Ibrahim Inal bekam Yazd und Abarkuh als Lehen verliehen. Es dauerte nicht lange und er rebellierte mit seinen beiden Neffen offen gegen die Herrscher. Die Revolte wurde niedergeschlagen und Ibrahim Inal auf dem Schlachtfeld durch Erwürgen mit einer Bogensehne getötet. 
Gemäß Wladimir Minorski kann die im 12. Jahrhundert über Diyarbakır herrschende Dynastie der Inaliden von Ibrahim Inal abstammen.

## Quelle
- C. E. Bosworth: EBRĀHĪM ĪNĀL. In: Ehsan Yarshater (Hrsg.): Encyclopædia Iranica. 15. Dezember 1997 (englisch, iranicaonline.org [abgerufen am 5. Juni 2011] mit Literaturangaben).

| Personendaten    | Personendaten                               |
| ---------------- | ------------------------------------------- |
| NAME             | Ibrahim Inal                                |
| ALTERNATIVNAMEN  | Ibrahim Yenal; Ibrahim Yinal; Ebrahim Yenal |
| KURZBESCHREIBUNG | seldschukischer Anführer                    |
| GEBURTSDATUM     | 10. Jahrhundert oder 11. Jahrhundert        |
| STERBEDATUM      | 1059                                        |